# Вулька-Чарностоцька
Вулька-Чарностоцька (пол. Wólka Czarnostocka) — село в Польщі, у гміні Радечниця Замойського повіту Люблінського воєводства.
Населення — 140 осіб (2011).
У 1975-1998 роках село належало до Замойського воєводства.

## Демографія
Демографічна структура станом на 31 березня 2011 року:
|          | Загалом | Допрацездатний вік | Працездатний вік | Постпрацездатний вік |
| -------- | ------- | ------------------ | ---------------- | -------------------- |
| Чоловіки | 71      | 20                 | 39               | 12                   |
| Жінки    | 69      | 17                 | 36               | 16                   |
| Разом    | 140     | 37                 | 75               | 28                   |